# Gonostoma elongatum
Gonostoma elongatum – gatunek morskiej ryby wężorokształtnej z rodziny gonostowatych (Gonostomatidae). Występuje we wszystkich oceanach na głębokościach do 4740 m.